# گوزن پر داوید
گوزن پر داوید (نام علمی: Elaphurus davidianus) نام یک گونه از تیره گوزنان است. گوزن پر داوید (Elaphurus davidianus)، همچنین به عنوان milu (چینی: 麋鹿؛ pinyin: mílù) یا الاغ معروف است، گونه‌ای گوزن است که در طبیعت منقرض شده‌است، اما در برخی مناطق بازتولید شده‌است. این میلو بومی مناطق دره‌های رودخانه چین است، جایی که زیستگاه‌های تالاب را ترجیح می‌دهد. این تنها عضو موجود در سردهٔ Elaphurus است. براساس مقایسه‌های ژنتیکی، گوزن پر دیوید با گوزن جنس سرووس ارتباط نزدیکی دارد.